# Solnice (stacja kolejowa)
Solnice – stacja kolejowa w miejscowości Solnice, w kraju hradeckim, w Czechach. Znajduje się na wysokości 350 m n.p.m.
Jest zarządzana przez Správę železnic. Na stacji nie ma możliwości zakupu biletów, a obsługa podróżnych odbywa się w pociągu.

## Linie kolejowe
- 022 Častolovice – Solnice